# Liste des œuvres d'Alexandre Scriabine

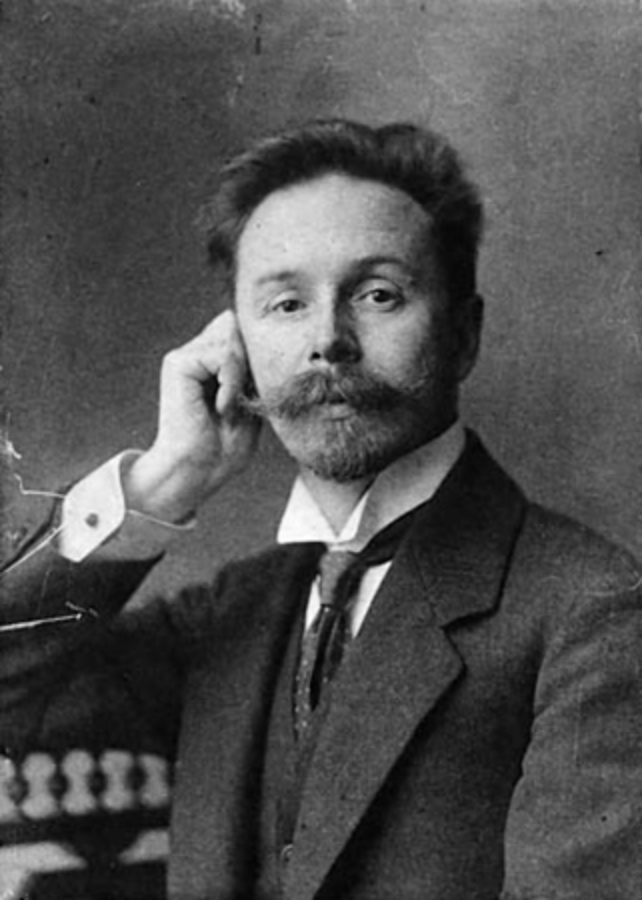
Skrjabin, Alexandre Nikolajevitch. Le grand compositeur et musicien russe

Catalogue thématique des œuvres d'Alexandre Scriabine.

## Musique orchestrale
- Poème symphonique en ré mineur, (1896)
- Andante pour cordes en la majeur (1899)
- Rondo pour orchestre (1883-1887)
- Rêverie pour orchestre en mi mineur, op. 24, (1898).
- Scherzo pour orchestre à cordes en fa majeur (1889) (?)
- Symphonie no 1 en mi majeur, op. 26, pour mezzo-soprano, ténor, chœur mixte et orchestre en 6 mouvements (1900)
- Symphonie no 2 en do mineur , op. 29, (1901)
- Symphonie no 3 en do mineur : Poème divin, op. 43, (1902-1904)
- Poème de l'extase, op. 54, pour grand orchestre, (1904-1907)
- Prométhée ou le Poème du feu, op. 60, pour grand orchestre avec orgue, chœurs, piano, et clavier à lumières, (1908-1910)
- Le Mystère, projet inachevé commencé en 1903

## Musique concertante
- Concerto pour piano et orchestre en fa dièse mineur, op. 20, en fa dièse mineur, (1896-1897)

## Pièces pour piano

### Danses
- Danse languide, extraite des Quatre Morceaux, op. 51, (1906)
- Caresse dansée, extraite des Deux Pièces, op. 57, (1908)
- Deux Danses, op. 73, (1914) :

1. Guirlandes;
2. Flammes sombres.

### Études
- Étude en ré dièse mineur (seconde version de l’Étude op. 8 n° 12; publication posthume à Moscou en 1947)
- Étude en do dièse mineur, extraite des Trois morceaux, op. 2, (1889)
- Douze Études, op. 8, (1894-1895)
- Huit Études, op. 42, (1903) :
- Étude, extraite des Trois Morceaux, op. 49, (1905)
- Étude, extraite des Quatre Pièces, op. 56, (1907)
- Trois Études, op. 65, (1912)

### Fantaisies
- Fantaisie pour deux pianos en la mineur, (1889)
- Fantaisie en si mineur, op. 28, (1900)

### Impromptus
- Impromptu à la Mazur, extrait des Trois morceaux op. 2, (1889)
- Deux Impromptus à la Mazur, op. 7, (1891)
- Deux Impromptus, op. 10, (1894)
- Deux Impromptus, op. 12, (1895)
- Deux Impromptus, op. 14, (1895)

### Mazurkas
- Mazurka en fa majeur (1886-1889)
- Mazurka en si mineur (1886-1889)
- Dix Mazurkas, op. 3,  (1888-1890)
- Neuf Mazurkas, op. 25, (1898-1899)
- Deux Mazurkas, op. 40, (1903)

### Nocturnes
- Nocturne en la bémol majeur (1884-1885)
- Deux Nocturnes, op. 5, (1890) :

1. en fa dièse mineur, (Andante);
2. en la majeur, (Allegretto).

- Nocturne en ré bémol majeur pour la main gauche seule, op. 9 no 2, (1894-1895)

### Poèmes
- Deux Poèmes, op. 32, (1903)
- Poème tragique, op. 34, (1903)
- Poème satanique, op. 36, (1903)
- Poème en ré bémol majeur, op. 41, (1903)
- Deux Poèmes, op. 44, (1905)
- Poème fantasque, extrait de Trois Morceaux, op. 45, (1905)
- Poème ailé, extrait de Quatre Morceaux, op. 51, (1906)
- Poème, extrait de Trois Pièces, op. 52, (1905-1907)
- Poème languide, extrait de Trois Pièces, op. 52, (1905-1907)
- Poème, extrait de Deux Morceaux, op. 59, (1910)
- Poème-Nocturne, op. 61, (1911)
- Deux Poèmes, op. 63, (1911-1912)
- Deux Poèmes, op. 69, (1913)
- Deux Poèmes, op. 71, (1913-1914)
- Vers la flamme : Poème, op. 72, (1914)

### Polonaise
- Polonaise en si bémol mineur, op. 21, (1897-1898).

### Préludes
- Prélude en ré mineur (1883)
- Prélude, extrait des Trois morceaux, op. 2, (1889)
- Prélude pour la main gauche seule, op. 9 no 1, (1894-1895)
- Vingt-quatre préludes, op. 11, (1888-1896)
- Six Préludes, op. 13, (1895)
- Cinq Préludes, op. 15, (1895-1896)
- Cinq Préludes, op. 16, (1894-1896)
- Sept Préludes, op. 17, (1895-1896)
- Quatre Préludes, op. 22, (1896-1898)
- Deux Préludes, op. 27, (1899)
- Quatre Préludes, op. 31, (1903)
- Quatre Préludes, op. 33, (1903)
- Trois Préludes, op. 35, (1903)
- Quatre Préludes, op. 37, (1903)
- Quatre Préludes, op. 39, (1903)
- Prélude extrait des Trois morceaux, op. 45, (1905)
- Quatre Préludes, op. 48, (1905)
- Deux Préludes, op. 67, (1913)
- Cinq Préludes, op. 74, (1914)

### Scherzo
- Scherzo, op. 46, (1905)

### Sonates
- Sonate no 1 en fa mineur, op. 6, (1892-1893)
- Sonate-Fantaisie no 2 en sol dièse mineur, op. 19, (1895-1897)
- Sonate no 3 en fa dièse mineur, op. 23, États d'âmes (1897-1898)
- Sonate no 4 en fa dièse majeur, op. 30, (1901-1903)
- Sonate no 5, op. 53, (1907)
- Sonate no 6, op. 62, (1911-1912)
- Sonate no 7 « Messe blanche », op. 64, (1911-1912)
- Sonate no 8, op. 66, (1913)
- Sonate no 9 « Messe noire », op. 68, (1912-1913)
- Sonate no 10, op. 70, (1912-1913)
- Sonate-Fantaisie en sol dièse mineur, op. posthume, (1886)
- Sonate en mi bémol mineur, op. posthume, (1887-1889)

### Valses
- Valse en sol dièse mineur (1886)
- Valse en ré bémol majeur (1886)
- Valse en fa mineur, op. 1, (1886)
- Valse en la bémol majeur, op. 38, (1903)
- Quasi Valse, op. 47, (1905)

### Autres pièces
- Ballade pour piano (1887-1888) Certains motifs furent repris dans le Prélude op. 11 n° 4)
- Canon en ré mineur (1883-1884)
- Fugue à 5 voix pour piano (1892)
- Rhapsodie hongroise pour piano (1883-1887)
- Romance pour chant et piano dédiée à Natalia Sekerina (1892-1893)
- Romance pour cor et piano (1893-1897)
- Variations pour piano sur un thème de Mademoiselle Egorov (1887)
- Variations sur un thème populaire russe pour quatuor à cordes : Thème et Variations II (1898)
- Trois morceaux, op. 2, (1889)
- Allegro appassionato en mi bémol mineur, op. 4, (1887-1893).
- Prélude et Nocturne pour la main gauche, op. 9, (1894-1895) :

1. "Prélude" en do dièse mineur;
2. Nocturne en ré bémol majeur.

- Allegro de concert en si bémol mineur, op. 18, (1896-1897)
- Trois Morceaux, op. 45, (1905) :

1. Feuillet d'album;
2. Poème fantasque;
3. Prélude.

- Trois Morceaux, op. 49, (1905) :

1. Etude, (Prestissimo);
2. Prélude, (Brusquement irrité);
3. Rêverie.

- Quatre Morceaux, op. 51, (1906) :

1. Fragilité;
2. Prélude;
3. Poème ailé;
4. Danse languide.

- Trois Pièces, op. 52, (1905-1907) :

1. Poème;
2. Enigme;
3. Poème languide.

- Quatre Pièces, op. 56, (1907) :

1. Prélude;
2. Ironies';
3. Nuances;
4. Etude.

- Deux Pièces, op. 57, (1908) :

1. Désir;
2. Caresse dansée.

- Feuillet d'album, op. 58, (1910)
- Deux Morceaux, op. 59, (1910) :

1. Poème;
2. Prélude.